# Peter Thonning
Peter Thonning (9 de octubre de 1775 – 29 de enero de 1848 ) fue un médico y botánico danés.

## Biografía
En 1799 es enviado a la Guinea Danesa (hoy Ghana) por el gobierno danés para supervisar las plantaciones coloniales, viviendo allí hasta 1803. Su herbario será destruido durante el bombardeo de Copenhague por los británicos en 1807. Solamente los duplicados y sus manuscritos en poder de Heinrich C.F. Schumacher (1757–1830) sobreviven. Hoy, alrededor de 1050 especímenes se preservan en el Jardín Botánico de la Universidad de Copenhague.

## Honores

### Epónimos
Género
- (familia de Balanophoraceae de parásitas) Thonningia Vahl[1]

Especies (38 + 6 + 2 registros)
- (Cyperaceae) Fimbristylis thonningiana Boeckeler[2]

- (Fabaceae) Piliostigma thonningii (Schumach.) Milne-Redh.[3]

- (Poaceae) Aristida thonningii Trin. & Rupr.[4]

- (Solanaceae) Solanum thonningianum J.Jacq.[5]
- La abreviatura «Thonn.» se emplea para indicar a Peter Thonning como autoridad en la descripción y clasificación científica de los vegetales.[6]